# قورباغه چاپنسی
قورباغه چاپنسی (نام علمی: Leptobrachium chapaense) نام یک گونه از سرده قورباغه‌های بادپای شرقی است.